# Championnat de Suisse de combiné nordique 2010
Le championnat de Suisse de combiné nordique 2010 s'est déroulé le 9 octobre 2010 à Einsiedeln. L'épreuve de saut s'est déroulée sur un tremplin normal (K105). La course de fond, d'une distance de 10 kilomètres effectuée sur des rollers, a couronné Ronny Heer pour la quatrième fois consécutive. Cette épreuve faisait concourir les juniors avec les seniors.

## Résultats
| Rang | Athlète             |
| ---- | ------------------- |
| 1    | Ronny Heer          |
| 2    | Tim Hug             |
| 3    | Seppi Hurschler     |
| 4    | Tommy Schmid        |
| 5    | Ivo Hess            |
| 6    | Joel Bieri (de)     |
| 7    | Sven Fawer          |
| 8    | Christian Erichsen  |
| 9    | Raphael Heimgartner |
| 10   | Lucas Vonlanthen    |